# Acquafondata
Acquafondata település Olaszországban, Lazio régióban, Frosinone megyében. Lakosainak száma 261 fő (2023. január 1.). Acquafondata Filignano, Pozzilli, Viticuso és Vallerotonda községekkel határos.

## Népesség
A település népességének változása:
| Lakosok száma | 270  | 267  | 261  |
|               | 2017 | 2018 | 2023 |